# Хижниченко, Сергей Александрович
Серге́й Алекса́ндрович Хижниче́нко (род. 17 июля 1991[…], Усть-Каменогорск) — казахстанский футболист, нападающий клуба «Алтай».

## Карьера

### Клубная

#### «Восток»
Воспитанник клуба «Восток» из Усть-Каменогорска. Дебютировал в составе команды в возрасте 15 лет, в свой первый же матч отметился голом. Хижниченко играл в роли нападающего, был одним из лидеров команды.
После исключения «Востока» из казахстанской Премьер-лиги Хижниченко находился на просмотре в московском ЦСКА. Позже тренировался с «дублем» команды. В итоге перешёл в астанинский «Локомотив». Но московский клуб не утратил интереса к перспективному нападающему и продолжает наблюдать за его выступлениями за столичную команду.

#### «Локомотив» (Астана)
В столичную команду Хижа пришёл вместе с Вячеславом Эрбесом, в качестве «лимитчиков». В первом круге сидел на скамейки запасных, часто выходил на замену.
22 марта дебютировал за «Локо» в матче с «Кайратом». Забил свой первый гол в сезоне 2010 в матче 6 тура в гостевом матче с карагандинским «Шахтёром», Хижиниченко открыл счёт на 14 минуте матча.
В итоге из-за малой игровой практики отправился в аренду в «Атырау». Контракт подписал до конца сезона. Хижниченко выбрал свободный 2 номер.

#### «Атырау»
17 июля 2010 года дебютировал за «Атырау». Хижниченко начал выходить на поле регулярно. В итоге команда выполнила задачу на сезон, попала в «шестёрку» сильнейших.
После окончания аренды Хижниченко отправился на недельный просмотр в «Фейеноорд». Игра Сергея понравилась Лео Бенхаккеру и он решил взять его на УТС. Появилась информация что Хижниченко подпишет контракт с «Фейноордом» и уйдёт в аренду в «Эксельсиор», но всё решится на сборе.
Хижниченко сыграл меньше половины товарищеского матча против «Спарты», отметился голевым пасом на Симона. После удачного выступления в матче, Сергея взяли на сборы в Оман. Но из-за разногласий контракта нидерландцы отказались подписывать контракт, потому что по регламенту зарплата должна составлять не меньше 405 тыс. евро в год. После того как Хижниченко приехал на родину, он признался, что хотел бы поиграть в Европе.

#### «Шахтёр» (Караганда)
14 февраля 2011 года Хижниченко стал игроком карагандинского «Шахтёра». Сергей стал «горняком» вместе с Вячеславом Эрбесом. Первый гол забил в матче с павлодарским «Иртышом». 27 мая 2011 года отметился дублем в выездной игре против своего бывшего клуба «Востока».
В «Шахтёре» Хижниченко стал одним из ключевых игроком основы. Вместе с командой он пробился во второй квалификационный раунд Лиги Европы УЕФА. В решающем матче за звание чемпиона Казахстана в домашнем матче с «Астаной», он забил два мяча, тем самым впервые выиграл чемпионат. По окончании сезона он стал лучшим бомбардиром «горняков» (16 мячей).
Во втором сезоне Хижниченко не сразу показал ту игру, которую показывал в сезоне 2011, но постепенно он выходил на прежний уровень. Однако в середине сезона он порвал крестообразные связки в игре против сборной Кыргызстана. Данная травма на полгода отделила футболиста от футбола.

#### «Корона» (Польша)
В январе 2014 года подписал годичный контракт с польским клубом «Корона» из города Кельце. На первом учебно-тренировочном сборе, в товарищеском матче против польской «Сандецьи» Хижниченко сделал дубль, итог этого матча 5:1 в пользу «Короны». 29 марта забил свой первый гол в польском чемпионате в матче против «Погони». Но в итоге клуб занял лишь 13 место в чемпионате Польши.

#### «Тобол»
В феврале 2016 года подписал контракт с костанайским «Тоболом». Отличился уже в дебютном матче, выйдя на замену в игре против своего бывшего клуба карагандинского «Шахтёра». В итоге Хижа стал лучшим бомбардиром команды, забив 10 голов, но «Тобол» занял только 7 место в чемпионате.

#### «Шахтер» (Солигорск)
В январе 2017 года Хижниченко перешёл в «Шахтёр» (Солигорск). Этот переход назвали «самым необъяснимым трансфером белорусского межсезонья». Но после шести лет подряд в призёрах солигорцы, мечтая о чемпионстве, укрепляли атаку. И казахстанец в первом же матче чемпионата забил единственный гол с пенальти, принеся первую победу команде в чемпионате. Свой второй гол забил также на выезде в ворота минского «Динамо» на последней минуте и спас очко (2:2). Также сыграл в трёх матчах на Кубок Беларуси, забил один гол с пенальти. За 12 туров первого круга чемпионата Хижниченко сыграл на заменах 9 матчей и забил 2 гола. Команда лидировала в чемпионате, опережая БАТЭ на три очка, но 16 июня главный тренер Кубарев отказался о его услуг, клуб и футболист взаимно расторгли контракт. А через месяц клуб уволил и Кубарева.

#### «Шахтёр» (Караганда)
Вернувшись в Казахстан, Сергей уже 22 июня 2017 года подписал контракт до конца сезона с карагандинским «Шахтёром». Однако, за 18 игр забил всего один гол и по окончании сезона клуб расстался с ним.

#### «Ордабасы»
В феврале 2018 года заключил контракт с шымкентским клубом «Ордабасы». Но, сыграв всего три игры чемпионата в марте, получил тяжёлую травму — разрыв крестообразных связок колена и выбыл на полгода.

### Сборная
Привлекался в ряды молодёжной сборной Казахстана. После травмы Сергея Остапенко главный тренер сборной начал искать замену основному игроку, Хижниченко получил первый вызов в сборную Казахстана. Дебютировал 10 июня 2009 в матче против сборной Украины (1:2). 9 сентября 2009 забил два мяча в ворота сборной Андорры (3:1). В сборной его прозвище было Хижа.
После прихода Мирослава Беранека в сборную, Хижниченко вышел на игру со сборной Беларуси. В мае был приглашён в состав молодёжной сборной, но позже присоединился к национальной сборной Казахстана.

## Достижения

### Командные
«Шахтёр» (Караганда)
- Чемпион Казахстана (2): 2011, 2012
- Обладатель Кубка Казахстана: 2013
- Обладатель Суперкубка Казахстана: 2013

«Астана»
- Чемпион Казахстана: 2019

### Личные
- «Открытие года» по версии газеты Proспорт в 2009 году[41]
- В 22 лучших футболистов по версии lyakhov.kz в 2009 году
- В списке 33 лучших футболистов казахстанской Премьер-Лиги (3): № 1 (2011[42], 2013); № 2 (2009)
- Лучший молодой игрок Казахстана: 2011[43]

## Статистика

### Клубная
| Клуб               | Сезон            | Лига             | Лига  | Лига | Кубки  | Кубки | Кубки | Конт.турниры | Конт.турниры | Конт.турниры | Прочие | Прочие | Прочие | Всего | Всего |
| Клуб               | Сезон            | Сорев.           | Матчи | Голы | Сорев. | Матчи | Голы  | Сорев.       | Матчи        | Голы         | Сорев. | Матчи  | Голы   | Матчи | Голы  |
| ------------------ | ---------------- | ---------------- | ----- | ---- | ------ | ----- | ----- | ------------ | ------------ | ------------ | ------ | ------ | ------ | ----- | ----- |
| Восток             | 2008             | ЧК               | 14    | 1    | КК     | 1     | 0     | -            | -            | -            | -      | -      | -      | 15    | 1     |
| Восток             | 2009             | ЧК               | 24    | 6    | КК     | 4     | 0     | -            | -            | -            | -      | -      | -      | 28    | 6     |
| Восток             | Всего            | Всего            | 38    | 7    |        | 5     | 0     |              | -            | -            |        | -      | -      | 43    | 7     |
| Локомотив (Астана) | 2010             | ЧК               | 15    | 2    | КК     | 1     | 0     | -            | -            | -            | -      | -      | -      | 16    | 2     |
| Локомотив (Астана) | Всего            | Всего            | 15    | 2    |        | 1     | 0     |              | -            | -            |        | -      | -      | 16    | 2     |
| Атырау             | 2010             | ЧК               | 14    | 1    | КК     | 1     | 0     | ЛЕ           | 2            | 0            | -      | -      | -      | 17    | 1     |
| Атырау             | Всего            | Всего            | 14    | 1    |        | 1     | 0     |              | 2            | 0            |        | -      | -      | 17    | 1     |
| Шахтёр (Караганда) | 2011             | ЧК               | 31    | 16   | КК     | 2     | 0     | ЛЕ           | 4            | 0            | -      | -      | -      | 37    | 16    |
| Шахтёр (Караганда) | 2012             | ЧК               | 12    | 3    | КК     | 0     | 0     | ЛЧ           | 0            | 0            | СК     | 1      | 0      | 13    | 3     |
| Шахтёр (Караганда) | 2013             | ЧК               | 20    | 5    | КК     | 4     | 1     | ЛЧ+ЛЕ        | 6+5          | 4+0          | СК     | 1      | 0      | 36    | 10    |
| Шахтёр (Караганда) | Всего            | Всего            | 63    | 24   |        | 6     | 1     |              | 15           | 4            |        | 2      | 0      | 86    | 29    |
| Корона             | 2013/14          | ЧП               | 13    | 1    | КП     | 0     | 0     | -            | -            | -            | -      | -      | -      | 13    | 1     |
| Корона             | 2014/15          | ЧП               | 13    | 0    | КП     | 1     | 1     | -            | -            | -            | -      | -      | -      | 14    | 1     |
| Корона             | Всего            | Всего            | 26    | 1    |        | 1     | 1     |              | -            | -            |        | -      | -      | 27    | 2     |
| Актобе             | 2015             | ЧК               | 27    | 9    | КК     | 4     | 1     | ЛЕ           | 2            | 0            | -      | -      | -      | 33    | 10    |
| Актобе             | Всего            | Всего            | 27    | 9    |        | 4     | 1     |              | 2            | 0            |        | 0      | 0      | 33    | 10    |
| Тобол              | 2016             | ЧК               | 28    | 10   | КК     | 1     | 0     | ЛЕ           | -            | -            | -      | -      | -      | 29    | 10    |
| Тобол              | Всего            | Всего            | 28    | 10   |        | 1     | 0     |              | 0            | 0            |        | 0      | 0      | 29    | 10    |
| Шахтёр (Солигорск) | 2017             | ЧБ               | 9     | 2    | КБ     | 3     | 1     | -            | -            | -            | -      | -      | -      | 12    | 3     |
| Шахтёр (Солигорск) | Всего            | Всего            | 9     | 2    |        | 3     | 1     |              | -            | -            |        | -      | -      | 12    | 3     |
| Шахтёр (Караганда) | 2017             | ЧК               | 18    | 1    | КК     | 0     | 0     | -            |              | 0            | -      | -      | -      | 18    | 1     |
| Шахтёр (Караганда) | Всего            | Всего            | 18    | 1    |        | 0     | 0     |              | -            | -            |        | -      | -      | 18    | 1     |
| Ордабасы           | 2018             | ЧК               | 3     | 0    | КК     | 0     | 0     | -            |              | 0            | -      | -      | -      | 3     | 0     |
| Ордабасы           | Всего за карьеру | Всего за карьеру | 241   | 57   |        | 22    | 4     |              | 19           | 4            |        | 2      | 0      | 284   | 65    |

### Международная

#### Матчи и голы за сборную
| Матчи и голы Хижниченко за сборную Казахстана | Матчи и голы Хижниченко за сборную Казахстана | Матчи и голы Хижниченко за сборную Казахстана          | Матчи и голы Хижниченко за сборную Казахстана | Матчи и голы Хижниченко за сборную Казахстана | Матчи и голы Хижниченко за сборную Казахстана | Матчи и голы Хижниченко за сборную Казахстана |
| №                                             | Дата                                          | Место проведения                                       | Соперник                                      | Счёт                                          | Голы                                          | Соревнование                                  |
| --------------------------------------------- | --------------------------------------------- | ------------------------------------------------------ | --------------------------------------------- | --------------------------------------------- | --------------------------------------------- | --------------------------------------------- |
| 1                                             | 10 июня 2009                                  | Украина, Киев, Стадион имени Лобановского              | Украина                                       | 1:2                                           | —                                             | Отборочный матч ЧМ-2010                       |
| 2                                             | 9 сентября 2009                               | Андорра, Андорра-ла-Велья, «Комуналь»                  | Андорра                                       | 3:1                                           | 2                                             | Отборочный матч ЧМ-2010                       |
| 3                                             | 10 октября 2009                               | Беларусь, Брест, «Брестский»                           | Беларусь                                      | 0:4                                           | —                                             | Отборочный матч ЧМ-2010                       |
| 4                                             | 14 октября 2009                               | Казахстан, Астана, «Астана Арена»                      | Хорватия                                      | 1:2                                           | 1                                             | Отборочный матч ЧМ-2010                       |
| 5                                             | 3 марта 2010                                  | Турция, Анталья, «Ататюрк»                             | Молдова                                       | 0:1                                           | —                                             | Товарищеский матч                             |
| 6                                             | 11 августа 2010                               | Казахстан, Астана, «Астана Арена»                      | Оман                                          | 3:1                                           | —                                             | Товарищеский матч                             |
| 7                                             | 7 сентября 2010                               | Австрия, Зальцбург, «Ред Булл Арена»                   | Австрия                                       | 0:2                                           | —                                             | Отборочный матч ЧЕ-2012                       |
| 8                                             | 8 октября 2010                                | Казахстан, Астана, «Астана Арена»                      | Бельгия                                       | 0:2                                           | —                                             | Отборочный матч ЧЕ-2012                       |
| 9                                             | 12 октября 2010                               | Казахстан, Астана, «Астана Арена»                      | Германия                                      | 0:3                                           | —                                             | Отборочный матч ЧЕ-2012                       |
| 10                                            | 9 февраля 2011                                | Турция, Анталья, «Ататюрк»                             | Беларусь                                      | 1:1                                           | —                                             | Товарищеский матч                             |
| 11                                            | 26 марта 2011                                 | Германия, Кайзерслаутерн, Стадион имени Фрица Вальтера | Германия                                      | 0:4                                           | —                                             | Отборочный матч ЧЕ-2012                       |
| 12                                            | 3 июня 2011                                   | Казахстан, Астана, «Астана Арена»                      | Азербайджан                                   | 2:1                                           | —                                             | Отборочный матч ЧЕ-2012                       |
| 13                                            | 10 августа 2011                               | Казахстан, Астана, «Астана Арена»                      | Сирия                                         | 1:1                                           | —                                             | Товарищеский матч                             |
| 14                                            | 7 октября 2011                                | Бельгия, Брюссель, Стадион короля Бодуэна              | Бельгия                                       | 1:4                                           | —                                             | Отборочный матч ЧЕ-2012                       |
| 15                                            | 29 февраля 2012                               | Турция, Анталья, «Ататюрк»                             | Латвия                                        | 0:0                                           | —                                             | Товарищеский матч                             |
| 16                                            | 1 июня 2012                                   | Казахстан, Алматы, Центральный стадион                 | Кыргызстан                                    | 5:2                                           | —                                             | Товарищеский матч                             |
| 17                                            | 6 февраля 2013                                | Турция, Анталья, «Мардан»                              | Молдова                                       | 3:1                                           | —                                             | Товарищеский матч                             |
| 18                                            | 4 июня 2013                                   | Казахстан, Алматы, Центральный стадион                 | Болгария                                      | 1:2                                           | —                                             | Товарищеский матч                             |
| 19                                            | 14 августа 2013                               | Казахстан, Астана, «Астана Арена»                      | Грузия                                        | 1:0                                           | 1                                             | Товарищеский матч                             |
| 20                                            | 6 сентября 2013                               | Казахстан, Астана, «Астана Арена»                      | Фарерские острова                             | 2:1                                           | —                                             | Отборочный матч ЧМ-2014                       |
| 21                                            | 10 сентября 2013                              | Казахстан, Астана, «Астана Арена»                      | Швеция                                        | 0:1                                           | —                                             | Отборочный матч ЧМ-2014                       |
| 22                                            | 11 октября 2013                               | Фарерские острова, Торсхавн, «Торсволлур»              | Фарерские острова                             | 1:1                                           | —                                             | Отборочный матч ЧМ-2014                       |
| 23                                            | 15 октября 2013                               | Ирландия, Дублин, «Авива»                              | Ирландия                                      | 1:3                                           | —                                             | Отборочный матч ЧМ-2014                       |
| 24                                            | 7 июня 2014                                   | Венгрия, Будапешт, «Ференц Пушкаш»                     | Венгрия                                       | 0:3                                           | —                                             | Товарищеский матч                             |
| 25                                            | 5 сентября 2014                               | Казахстан, Астана, «Астана Арена»                      | Кыргызстан                                    | 7:1                                           | 2                                             | Товарищеский матч                             |
| 26                                            | 9 сентября 2014                               | Казахстан, Астана, «Астана Арена»                      | Латвия                                        | 0:0                                           | —                                             | Отборочный матч ЧЕ-2016                       |
| 27                                            | 10 октября 2014                               | Нидерланды, Амстердам, «Амстердам-Арена»               | Нидерланды                                    | 1:3                                           | —                                             | Отборочный матч ЧЕ-2016                       |
| 28                                            | 13 октября 2014                               | Казахстан, Астана, «Астана Арена»                      | Чехия                                         | 2:4                                           | —                                             | Отборочный матч ЧЕ-2016                       |
| 29                                            | 16 ноября 2014                                | Турция, Стамбул, «Тюрк Телеком Арена»                  | Турция                                        | 1:3                                           | —                                             | Отборочный матч ЧЕ-2016                       |
| 30                                            | 12 мая 2015                                   | Казахстан, Алматы, «Центральный»                       | Буркина-Фасо                                  | 0:0                                           | —                                             | Товарищеский матч                             |
| 31                                            | 12 июня 2015                                  | Казахстан, Алматы, «Центральный»                       | Турция                                        | 0:1                                           | —                                             | Отборочный матч ЧЕ-2016                       |
| 32                                            | 3 сентября 2015                               | Чехия, Пльзень, «Дусан Арена»                          | Чехия                                         | 1:2                                           | —                                             | Отборочный матч ЧЕ-2016                       |
| 33                                            | 10 октября 2015                               | Казахстан, Астана, «Астана Арена»                      | Нидерланды                                    | 1:2                                           | —                                             | Отборочный матч ЧЕ-2016                       |
| 34                                            | 13 октября 2015                               | Латвия, Рига, «Сконто»                                 | Латвия                                        | 1:0                                           | —                                             | Отборочный матч ЧЕ-2016                       |
| 35                                            | 26 марта 2016                                 | Турция, Анталья, «Глория Спортс Арена»                 | Азербайджан                                   | 1:0                                           | —                                             | Товарищеский матч                             |
| 36                                            | 29 марта 2016                                 | Грузия, Тбилиси, «Динамо-Арена»                        | Грузия                                        | 1:1                                           | —                                             | Товарищеский матч                             |
| 37                                            | 7 июня 2016                                   | Китай, Далянь, «Далянь Спорт Центр»                    | Китай                                         | 1:0                                           | —                                             | Товарищеский матч                             |
| 38                                            | 30 августа 2016                               | Кыргызстан, Бишкек, «Спартак»                          | Кыргызстан                                    | 0:2                                           | —                                             | Товарищеский матч                             |
| 39                                            | 4 сентября 2016                               | Казахстан, Астана, «Астана Арена»                      | Польша                                        | 2:2                                           | 2                                             | Отборочный матч ЧМ-2018                       |
| 40                                            | 8 октября 2016                                | Черногория, Подгорица, «Под Горицом»                   | Черногория                                    | 0:5                                           | —                                             | Отборочный матч ЧМ-2018                       |
| 41                                            | 11 октября 2016                               | Казахстан, Астана, «Астана Арена»                      | Румыния                                       | 0:0                                           | —                                             | Отборочный матч ЧМ-2018                       |
| 42                                            | 11 ноября 2016                                | Дания, Копенгаген, «Паркен»                            | Дания                                         | 1:3                                           | —                                             | Отборочный матч ЧМ-2018                       |
| 43                                            | 4 сентября 2017                               | Польша, Варшава, «Национальный»                        | Польша                                        | 0:3                                           | —                                             | Отборочный матч ЧМ-2018                       |

Итого: 43 матчей / 8 голов; 11 побед, 9 ничьих, 23 поражений.

#### Сводная статистика игр/голов за сборную
| Сборная          | Год              | Отборочные матчи ЧМ | Отборочные матчи ЧМ | Финальные матчи ЧМ | Финальные матчи ЧМ | Отборочные матчи ЧЕ | Отборочные матчи ЧЕ | Финальные матчи ЧЕ | Финальные матчи ЧЕ | Товарищеские матчи | Товарищеские матчи | Итого | Итого |
| Сборная          | Год              | Игры                | Голы                | Игры               | Голы               | Игры                | Голы                | Игры               | Голы               | Игры               | Голы               | Игры  | Голы  |
| ---------------- | ---------------- | ------------------- | ------------------- | ------------------ | ------------------ | ------------------- | ------------------- | ------------------ | ------------------ | ------------------ | ------------------ | ----- | ----- |
| Казахстан        | 2009             | 4                   | 3                   | —                  | —                  | —                   | —                   | —                  | —                  | —                  | —                  | 4     | 3     |
| Казахстан        | 2010             | —                   | —                   | —                  | —                  | 3                   | 0                   | —                  | —                  | 2                  | 0                  | 5     | 0     |
| Казахстан        | 2011             | —                   | —                   | —                  | —                  | 3                   | 0                   | —                  | —                  | 2                  | 0                  | 5     | 0     |
| Казахстан        | 2012             | —                   | —                   | —                  | —                  | —                   | —                   | —                  | —                  | 2                  | 0                  | 2     | 0     |
| Казахстан        | 2013             | 4                   | 0                   | —                  | —                  | —                   | —                   | —                  | —                  | 3                  | 1                  | 7     | 1     |
| Казахстан        | 2014             | —                   | —                   | —                  | —                  | 4                   | 0                   | —                  | —                  | 2                  | 2                  | 6     | 2     |
| Казахстан        | 2015             | —                   | —                   | —                  | —                  | 4                   | 0                   | —                  | —                  | 1                  | 0                  | 5     | 0     |
| Казахстан        | 2016             | —                   | —                   | —                  | —                  | 4                   | 2                   | —                  | —                  | 3                  | 0                  | 7     | 2     |
| Казахстан        | 2017             | —                   | —                   | —                  | —                  | 3                   | 0                   | —                  | —                  | 0                  | 0                  | 3     | 0     |
| Казахстан        | 2018             | —                   | —                   | —                  | —                  | —                   | —                   | —                  | —                  | 2                  | 0                  | 2     | 0     |
| Всего за карьеру | Всего за карьеру | 8                   | 3                   | 0                  | 0                  | 21                  | 2                   | 0                  | 0                  | 17                 | 3                  | 46    | 8     |

## Вне футбола
Хижниченко вместе с Асланом Дарабаевым, Ренатом Абдулиным и Александром Мокиным снялся в рекламной фотоссесии компании «Стоунз».

## Личная жизнь
Отец Сергея — Александр Николаевич по профессии дальнобойщик, мать Наталья Николаевна — директор магазина. У футболиста ещё есть брат Николай.
Есть жена Наталья и сын.